# Soko (Temayang)
Soko is een bestuurslaag in het regentschap Bojonegoro van de provincie Oost-Java, Indonesië. Soko telt 2534 inwoners (volkstelling 2010).